# Çilek Kokusu
Çilek Kokusu är en turkisk dramaserie från 2015 skapad av Aslı Zengin med Demet Özdemir och Yusuf Çim i huvudrollerna. Serien hade premiär på kanalen Star TV den 24 juni 2015 och avslutades med det 23:e och sista avsnittet den 27 november samma år.

## Handling
Aslı bor med sin mamma i en liten by utanför Istambul tills de vräks. Aslı bestämmer sig för att flytta in till stan och jobba på konditori. Väl i Istanbul träffar hon Burak som omedelbart blir förälskad i henne. Aslı avskyr till en början Burak på grund av hans dryga uppförande och snobbiga bakgrund. Efter att ha lärt känna honom bättre börjar Aslı besvara hans känslor, men Buraks familj vill inte att deras son ska gifta sig med en enkel arbetarflicka.

## Rollista
| Skådespelare     | Roll              |
| ---------------- | ----------------- |
| Demet Özdemir    | Aslı Koçer        |
| Yusuf Çim        | Burak Mazharoğlu  |
| Ekin Mert Daymaz | Volkan Mazharoğlu |
| Mahir Günşiray   | Nihat Mazharoğlu  |
| Mine Tugay       | Elçin Mazharoğlu  |
| Murat Başoğlu    | Sinan Mazharoğlu  |
| Laçin Ceylan     | Selda Mazharoğlu  |